# توم غوميز
توم غوميز (بالإنجليزية: Tom Gomes)‏ هو منشد أمريكي، ولد في 5 فبراير 1978.

## وصلات خارجية
- توم غوميز على موقع ميوزك برينز (الإنجليزية)
- توم غوميز على موقع ديسكوغز (الإنجليزية)